# Anthony Annicaert
Anthony Annicaert (9 oktober 1973) is een Belgisch voormalig voetballer.
Annicaert speelde tussen 1990 en 1998 zeven seizoenen voor Cercle Brugge. Alleen in het seizoen 1995-1996 speelde hij voor KRC Genk. Na zijn periode bij Cercle Brugge sloot hij zijn carrière af bij clubs in lagere afdelingen zoals KSK Maldegem en KFC Eeklo.